# Keroplatoidea
Keroplatoidea – nadrodzina muchówek z podrzędu długoczułkich i infrarzędu Bibionomorpha.
Muchówki te mają czułki o biczyku złożonym z 14 (z wyjątkiem Dytomyiidae) cylindrycznych lub spłaszczonych członów. Głaszczki szczękowe składają się z palpigeru i do czterech członów. Na głowie zwykle obecne trzy, położone blisko siebie przyoczka. Wysoki i wąski mesepimeron niekiedy zanika po brzusznej stronie wskutek zlania laterotergitu z katepisternum. Laterotergit jest co najmniej nieco wystający. Skrzydła zwykle o szerokiej komórce r5 i długich widełkach środkowych. Jeżeli w użyłkowaniu występuje żyłka R4, to bierze ona początek bardziej wierzchołkowo i zwykle łączy się z żyłką kostalną (wyjątkowo u Bolitophila s. str. z żyłką R1). Z wyjątkiem grzybolubkowatych, punkt połączenia żyłki poprzecznej m-cu i żyłki CuA jest przesunięty dystalnie. 
Rozwój larw wielu Keroplatoidea związany jest z owocnikami grzybów. Część gatunków rozwija się w rozkładającym się drewnie lub ściółce.
Należą tu 4 rodziny:
- Ditomyiidae
- Bolitophilidae – grzybolubkowate
- Diadocidiidae
- Keroplatidae – płaskorożkowate